# Phong Quang, Thái Nguyên
Phong Quang là một xã của tỉnh Thái Nguyên, Việt Nam.

## Địa lý
Xã Phong Quang có vị trí địa lý:
- Phía đông giáp xã Phủ Thông, Cẩm Giàng và phường Đức Xuân
- Phía tây giáp xã Đồng Phúc và xã Bạch Thông
- Phía nam giáp phường Bắc Kạn và xã Bạch Thông
- Phía bắc giáp xã Đồng Phúc.

Xã Phong Quang có diện tích 153,46 km², dân số năm 2025 là 6.144 người.

## Lịch sử
Tháng 6 năm 2025, xã Phong Quang được thành lập trên cơ sở nhập toàn bộ diện tích tự nhiên, quy mô dân số của xã Dương Quang thuộc thành phố Bắc Kạn (diện tích tự nhiên là 25,64 km², dân số là 3.401 người) và xã Đôn Phong thuộc huyện Bạch Thông (diện tích tự nhiên là 127,82 km², dân số là 2.743 người). Trụ sở làm việc của xã Phong Quang nằm tại xã Dương Quang cũ.

## Hành chính
Đến năm 2019, xã Dương Quang có các thôn Nà Dì, Phặc Tràng, Nà Ỏi, Bản Pẻn, Bản Giềng, Quan Nưa, Bản Bung, Nà Rào, Nà Cưởm.
Xã Đôn Phong có các thôn Nà Đán, Bản Đán, Bản Vén, Nà Váng, Nà Pán, Bản Chiêng, Vằng Bó, Nà Lồm, Lủng Lầu, Nặm Tốc.